# Basaltkrater Blauer Stein

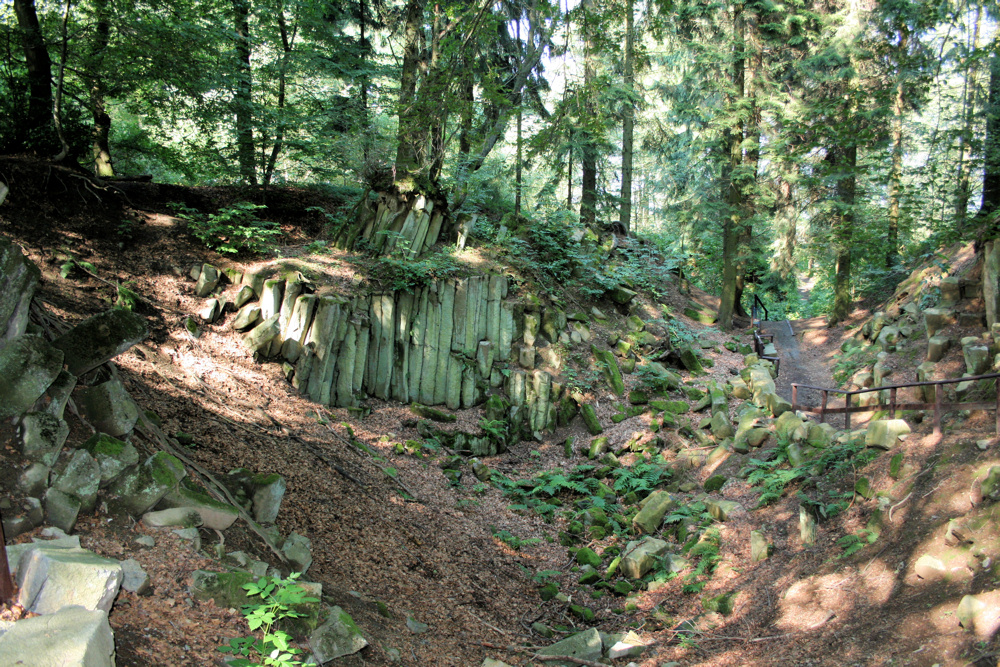
Ehemaliger Basaltsteinbruch Kuchhausen

Das Naturdenkmal Basaltkrater Blauer Stein ist ein ehemaliger Steinbruch westlich des Windecker Ortsteiles Kuchhausen im Rhein-Sieg-Kreis in Nordrhein-Westfalen.

## Geschichte
Das Basaltlager von Kuchhausen befindet sich auf einer ovalen Fläche von etwa 100 Metern Länge und gilt als isolierter Ausläufer des Basalt-Vulkanismus im Westerwald.
Im Miozän trat im Westerwald großflächig Lava aus und bildete an den meisten Stellen geschlossene Basaltdecken, während bei Kuchhausen Magma in einem Schlot durch das Grundgebirge brach und die Lava in dem trichterförmigen Schlot stecken blieb, wo sie zu den kantigen Säulen des Basalt erstarrte. Die Linzer Basalt AG baute bis in die 1920er Jahre den Basalt als Baustoff ab.
Nach Aufgabe des Steinbruchbetriebes verwandelte der Bürger- und Verschönerungsverein Leuscheider Land in den 1970er Jahren den „Basaltkrater Blauer Stein“ in ein Ausflugsziel, das 1986 als Geschützter Landschaftsbestandteil ausgewiesen wurde.